# Els Pallaresos
Els Pallaresos es un municipio y localidad española de la provincia de Tarragona, en la comunidad autónoma de Cataluña. El término municipal, ubicado en la comarca del Tarragonés, en la orilla izquierda del río Francolí, tiene una población de 5006 habitantes (INE 2024).

## Historia

Localización comarcal de Pallaresos

Se conoce muy poco de la historia de la villa ya que hay muy pocos documentos antiguos se refieran a ella. Se cree que su nombre procede de la repoblación, realizada por colonos procedentes de la comarca del Pallars. El documento más antiguo en el que se cita su nombre es un recuento de población de la Comuna del Campo de 1392. 
Durante la Edad Media se le consideró como un barrio más de Tarragona.
Antiguamente el municipio se llamaba simplemente Pallaresos. En 1982 pasó a denominarse Els Pallaresos.

## Geografía humana

### Demografía
Cuenta con una población de 5006 habitantes (INE 2024).
| Gráfica de evolución demográfica de Els Pallaresos entre 1842 y 2021 |
| |
| Población de derecho según los censos de población del INE Población de hecho según los censos de población del INEEn estos censos se denominaba Pallaresos: 1842, 1857, 1860, 1877, 1887, 1897, 1900, 1910, 1920, 1930, 1940, 1950, 1960, 1970 y 1981 |

### Economía
La agricultura es la base económica tradicional del municipio. Destacan los cultivos de avellanos, almendros, algarrobos y viñas.

## Administración y política

### Composición del pleno
| Grupo municipal | Grupo municipal                   | Componentes | Portavoz                       | Concejales |
| --------------- | --------------------------------- | ----------- | ------------------------------ | ---------- |
|                 | Junts per Catalunya               | JxCat       |                                | 1          |
|                 | PSC, Candidatura de Progrés.      | PSC         | Jordi Sans Ferrer              | 3          |
|                 | Independents Els Pallaresos       | IP          | Francesc Xavier Marcos Tuebols | 3          |
|                 |                                   | PP          |                                | 1          |
|                 | Esquerra Republicana de Catalunya | ERC         | Maria Grau Alasà               | 3          |

### Composición del gobierno municipal
| Grupo municipal | Grupo municipal | Concejal                       | Cargo                                                        |
| --------------- | --------------- | ------------------------------ | ------------------------------------------------------------ |
|                 | IP              | Francesc Xavier Marcos Tuebols |                                                              |
|                 | PSC             | Jordi Sans Ferrer              | Alcalde.                                                     |
|                 |                 |                                | Oficina de atención al ciudadano, medio ambiente y hacienda. |
|                 | PSC             | María Jesús Coronado Fuentes   |                                                              |
|                 | IP              |                                |                                                              |
|                 |                 |                                |                                                              |

## Cultura
El arquitecto modernista Josep Maria Jujol realizó numerosas obras en Pallaresos, entre ellas los altares laterales de la iglesia parroquial, dedicada a San Salvador. Entre las obras de este arquitecto destaca la conocida como Casa Bofarull con una galería en la que se pueden ver aún restos de las pinturas realizadas por el propio artista. Una de las rejas del jardín está realizada con herramientas de agricultor. El edificio está coronado por un pararrayos en forma de ángel.
Pallaresos celebra su fiesta mayor en el mes de agosto, coincidiendo con San Salvador. La fiesta mayor de invierno tiene lugar en el mes de enero.